# Astroboa
Astroboa is een geslacht van slangsterren uit de familie Gorgonocephalidae.

## Soorten
- Astroboa albatrossi Döderlein, 1927
- Astroboa arctos Matsumoto, 1915
- Astroboa clavata (Lyman, 1861)
- Astroboa ernae Döderlein, 1911
- Astroboa globifera (Döderlein, 1902)
- Astroboa granulata (H.L. Clark, 1938)
- Astroboa nigrofurcata Döderlein, 1927
- Astroboa nuda (Lyman, 1874)
- Astroboa tuberculosa Koehler, 1930